# Coppa Libertadores 2015 (prima fase)
La prima fase della Coppa Libertadores 2015 si è disputata tra il 3 e il 12 febbraio 2015. Hanno partecipato a questa prima fase della competizione 12 club, sei di essi si sono qualificati alla successiva fase a gironi, composta da 32 squadre.

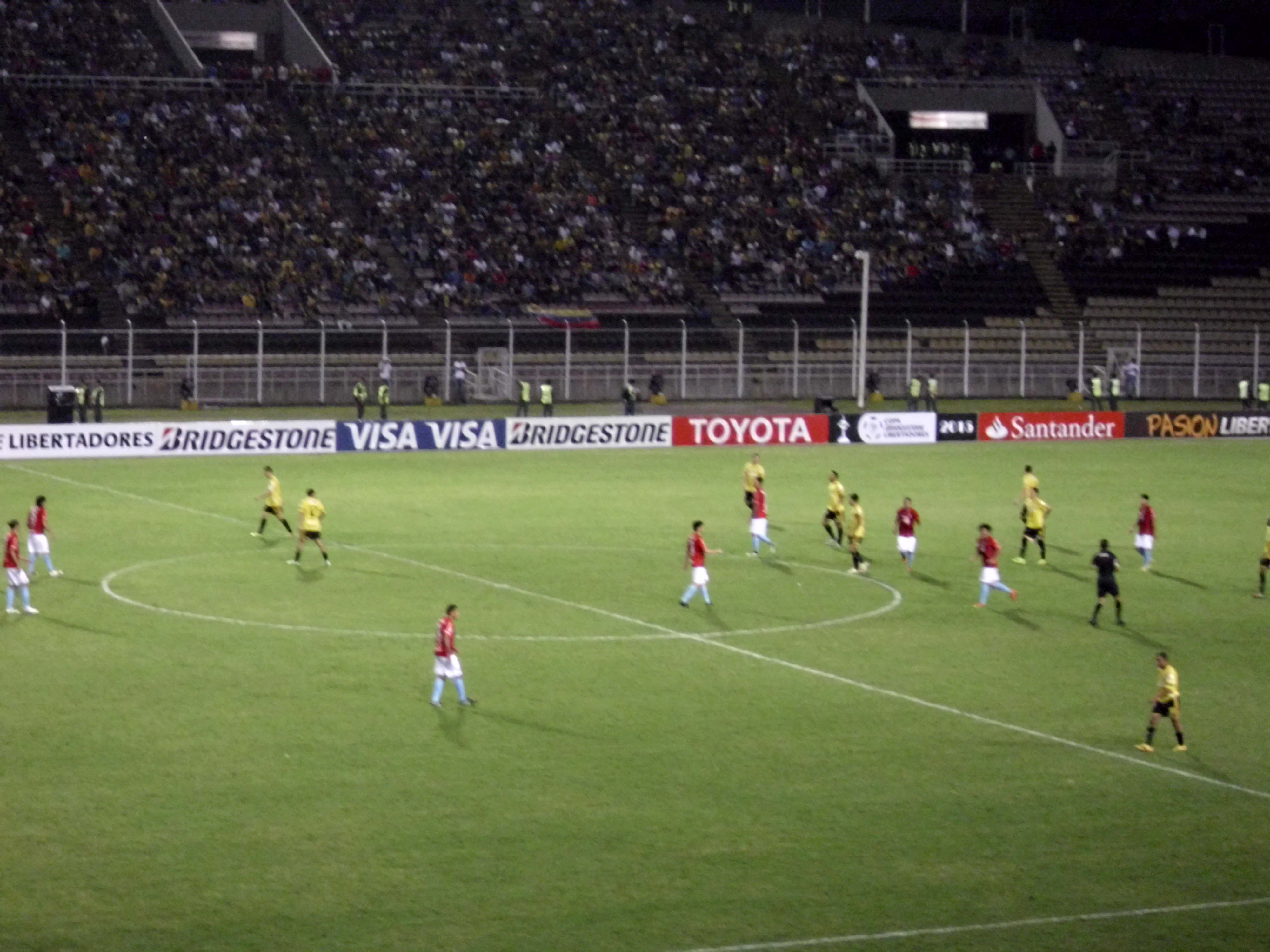
Azione di gioco durante la partita tra Deportivo Táchira e Cerro Porteño del 4 febbraio 2015.

## Risultati
Alla prima fase hanno preso parte dodici squadre: la quinta e la sesta per l'Argentina, la quinta per il Brasile e la terza per tutte le altre federazioni. Tramite sorteggio, tenutosi il 2 dicembre 2014 a Luque, in Paraguay, sono state determinate le sei sfide a eliminazione diretta, le vincenti delle quali hanno il diritto di accedere alla seconda fase. In caso di parità di reti segnate dopo le due partite valeva la regola del maggior numero di reti segnate in trasferta; in caso di ulteriore parità si passava direttamente ai tiri di rigore, senza disputare i tempi supplementari.
| Squadra 1               | Totale      | Squadra 2        | Andata | Ritorno |
| ----------------------- | ----------- | ---------------- | ------ | ------- |
| Alianza Lima            | 0 - 4       | Huracán          | 0 - 4  | 0 - 0   |
| Independiente del Valle | 1 - 4       | Estudiantes (LP) | 1 - 0  | 0 - 4   |
| Deportivo Táchira       | 4 - 3       | Cerro Porteño    | 2 - 1  | 2 - 2   |
| Monarcas Morelia        | 1 - 3       | The Strongest    | 1 - 1  | 0 - 2   |
| Palestino               | 2 - 2 (gfc) | Nacional         | 1 - 0  | 1 - 2   |
| Corinthians             | 5 - 1       | Once Caldas      | 4 - 0  | 1 - 1   |

### Andata
| Arbitro: | José Buitrago |

|  |           |                                      |
|  | Marcatori | 5’ Ábila 38’ Romero 76’, 80’ Toranzo |

| Arbitro: | Jesús Valenzuela |

|              |           |            |
| Depetris 36’ | Marcatori | 9’ Escobar |

| Arbitro: | Patricio Loustau |

|                                            |           |  |
| Emerson 1’ Felipe 55’ Elias 70’ Fagner 79’ | Marcatori |  |

| Arbitro: | Víctor Carrillo |

|                     |           |            |
| Lopez 12’ Rojas 19’ | Marcatori | 50’ Fabbro |

| Arbitro: | Antonio Arias |

|             |           |  |
| Rosende 70’ | Marcatori |  |

| Arbitro: | Roberto García |

|             |           |  |
| Pineida 80’ | Marcatori |  |

### Ritorno
| Buenos Aires 10 febbraio 2015, ore 19:15 UTC-4 | Huracán         | 0 – 0 referto | Alianza Lima | Stadio Tomás Adolfo Ducó\| Arbitro: \| Oscar Maldonado \| |
| Arbitro:                                       | Oscar Maldonado |               |              |                                                           |

| Arbitro: | Omar Ponce |

|                  |           |  |
| Escobar 86’, 89’ | Marcatori |  |

| Arbitro: | Leandro Vuaden |

|                                 |           |                |
| Fabbro 40’ (rig.) Domínguez 61’ | Marcatori | 55’, 62’ Rivas |

| Arbitro: | Darío Ubriaco |

|            |           |           |
| Arango 58’ | Marcatori | 15’ Elias |

| Arbitro: | Héber Lopes |

|                               |           |           |
| Lanaro 42’ (aut.) Pereiro 45’ | Marcatori | 38’ Ramos |

| Arbitro: | Enrique Osses |

|                                                        |           |  |
| Desabato 13’ Carrillo 28’ Desabato 51’ Mina 90’ (aut.) | Marcatori |  |